# Cerkiew Opieki Matki Bożej w Starych Oleszycach
Cerkiew Opieki Matki Bożej w Starych Oleszycach – murowana cerkiew greckokatolicka wzniesiona w 1913 w Starych Oleszycach.
Po wysiedleniach w latach 1947–1989 służyła jako magazyn.
Cerkiew zbudowana na planie krzyża z centralną kopułą, zwieńczona wieżyczką na sygnaturkę. Prezbiterium zamknięte trójbocznie z dwoma zakrystiami po bokach. Przy wejściu zdobiony portal. 
Wewnątrz, mimo że po wojnie cerkiew nie była użytkowana, zachowała się bogata polichromia figuralno-ornamentalna, m.in. wewnątrz kopuły. Budowla ta umieszczona została na liście obiektów wymagających szybkich działań remontowych.   
Cerkiew posiada malowidła czterech Ewangelistów na czterech głównych kolumnach.

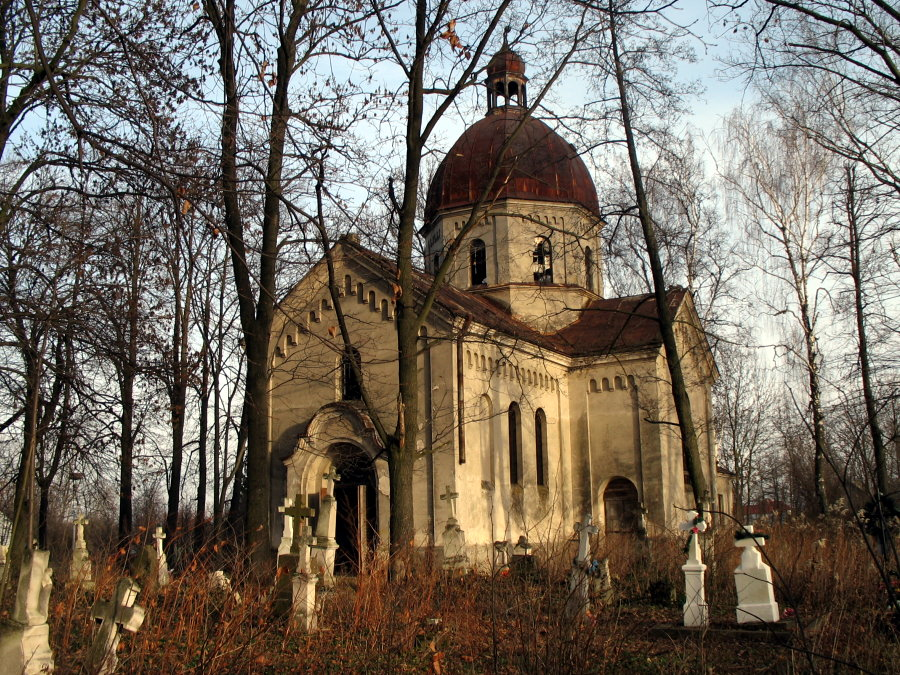
Widok ogólny
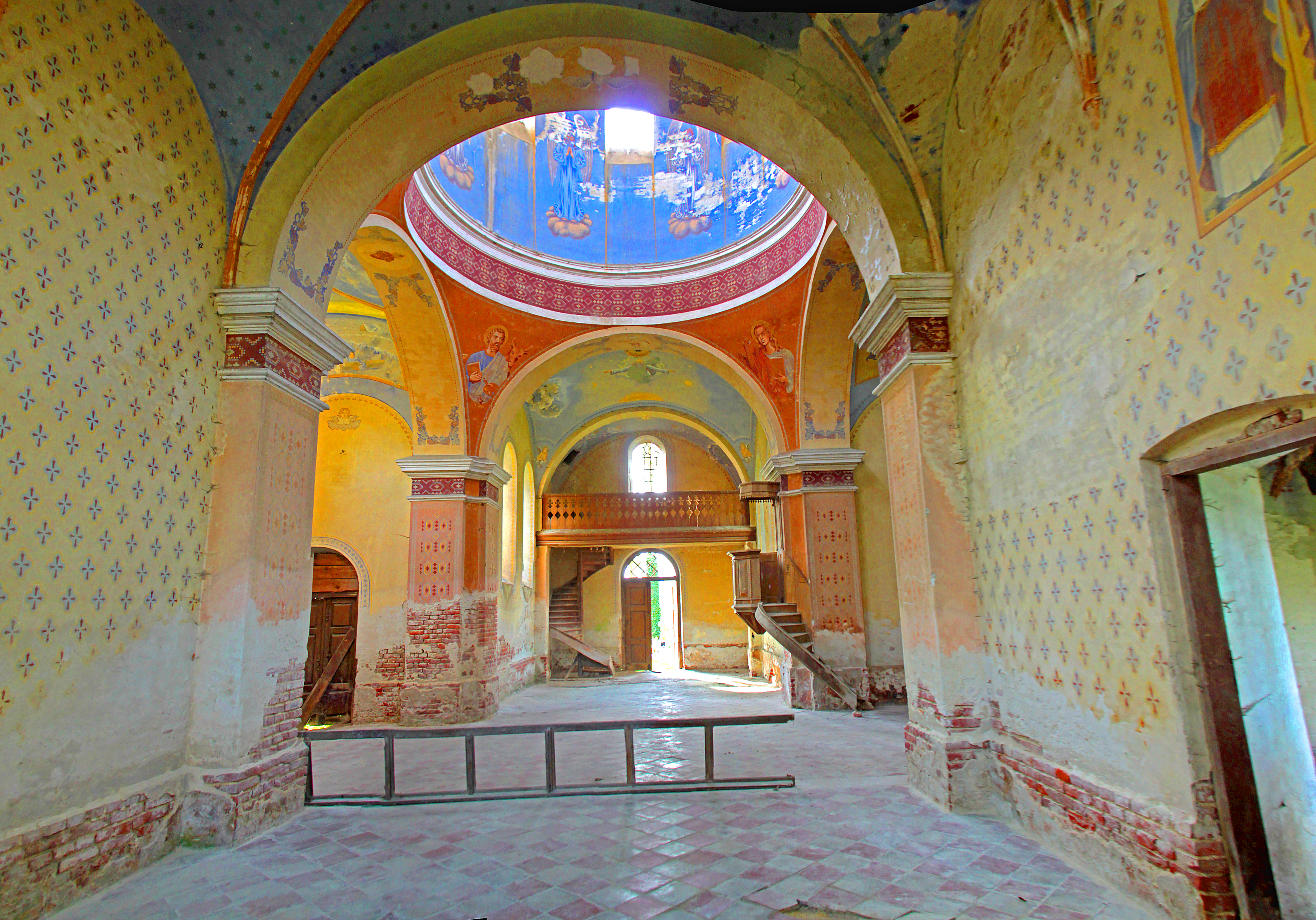
Wnętrze
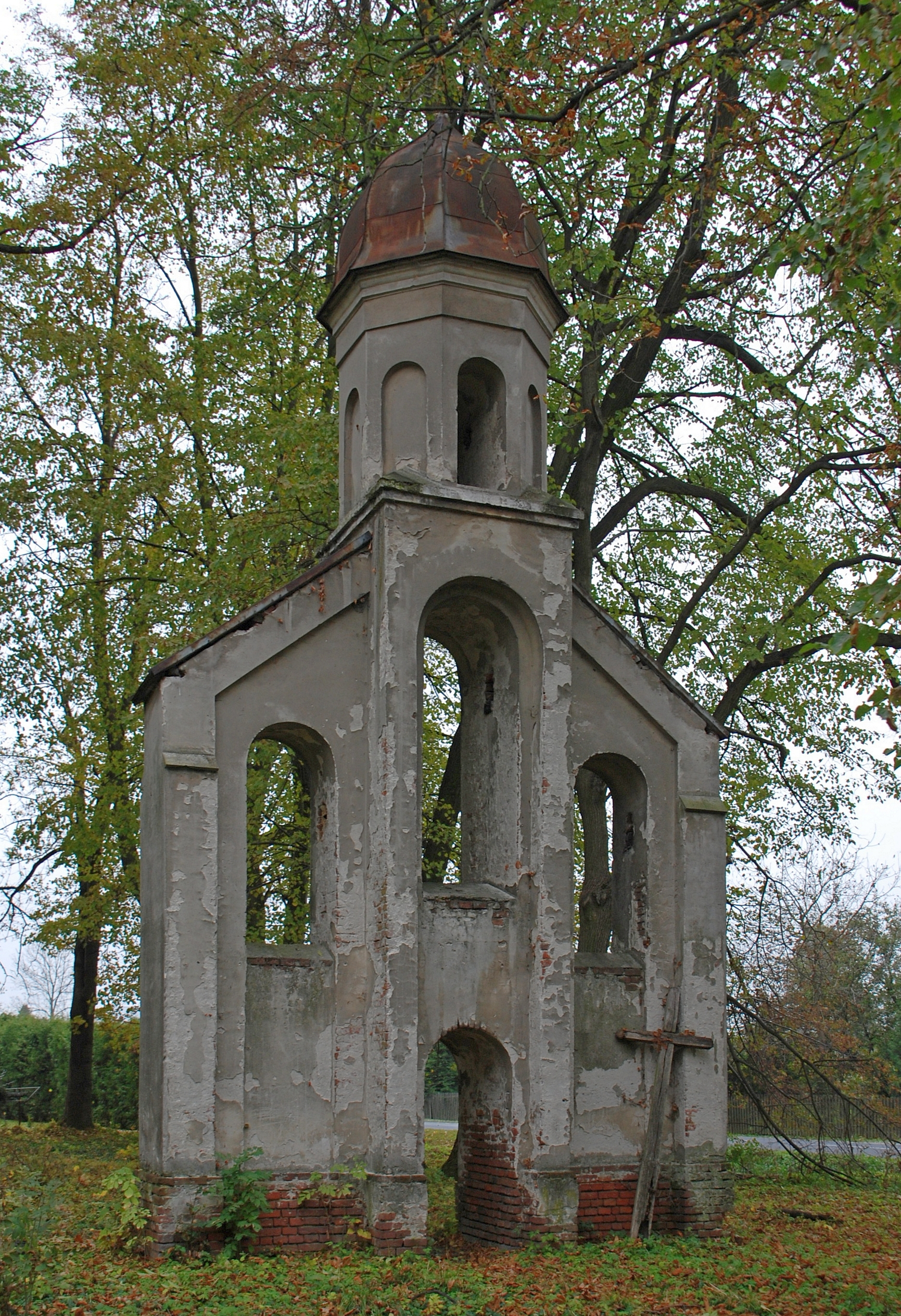
Dzwonnica

W pobliżu cerkwi znajduje się murowana, trójarkadowa dzwonnica z przejściem bramnym nakryta baniastym hełmem z 1913 i rozległy cmentarz z licznymi nagrobkami z warsztatów bruśnieńskich.